# Oreochromis lepidurus
Oreochromis lepidurus is een  straalvinnige vissensoort uit de familie van cichliden (Cichlidae). De wetenschappelijke naam van de soort is voor het eerst geldig gepubliceerd in 1899 door Boulenger.
De soort staat op de Rode Lijst van de IUCN als Bedreigd, beoordelingsjaar 2009.